# Víctor Hugo Lojero
Víctor Hugo Lojero Alexanderson (Ciudad de México, México, 17 de noviembre de 1984) es un futbolista mexicano, su posición es delantero y actualmente juega para los Chapulineros de Oaxaca de la Liga de Balompié Mexicano.

## Trayectoria
Anotó 44 goles en la Primera División 'A', 6 con el América y 38 con el Tampico Madero. 
Debutó en la Primera División Mexicana el 21 de agosto del 2005 con el San Luis FC en un empate contra Pumas. 
En la jornada #6 del Clausura 2009 de la Primera División 'A', anota un golazo en el partido entre su equipo el San Luis FC contra Cruz Azul sobre el minuto 90+4, en el que baja la pelota después de un rechazo de la defensa y define de volea haciendo uno de los mejores goles de la jornada; el partido quedaría 2-2.
En su equipo actual (Necaxa) quedó de líder de goleo con 11 anotaciones. Teniendo una de sus mejores temporadas de su carrera. En la jornada 17 del torneo Clausura 2013, hace pokar de goles ante Cruz Azul Hidalgo y se convierte en Bi Campeón de goleo, con 12 goles, superando su anterior récord de 11 con la escuadra hidrocálida.

### Clubes
| Club                   | País                | Año             | Partidos | Goles | Media |
| ---------------------- | ------------------- | --------------- | -------- | ----- | ----- |
| Tigres Broncos         | México              | 2003 - 2004     | 18       | 6     | 0.33  |
| San Luis FC            | México              | 2005            | 2        | 0     | 0     |
| Tampico Madero F.C.    | México              | 2006 - 2008     | 83       | 38    | 0.46  |
| San Luis FC            | México              | 2008 - 2011     | 64       | 6     | 0.09  |
| C. Necaxa              | México              | 2011 - 2015     | 153      | 86    | 0.56  |
| Alebrijes de Oaxaca    | México              | 2016            | 16       | 3     | 0.19  |
| Tampico Madero F.C.    | México              | 2016            | 16       | 4     | 0.25  |
| Mineros de Zacatecas   | México              | 2017            | 15       | 0     | 0     |
| Venados F.C.           | México              | 2017 - 2020     | 37       | 9     | 0.24  |
| Tizimín FC             | México              | 2020            | 0        | 0     | 0     |
| Chapulineros de Oaxaca | México              | 2020 - Presente | 45       | 36    | 0.8   |
| Total en su carrera    | Total en su carrera | 2003 - Presente | 449      | 188   | 0.41  |

## Estadísticas

### Clubes
| Tigres Broncos · México |               |               |     |     |    |    |    |     |     |      |      |
| 2ª | 2003-04       | 18            | 6   | -   | -  | -  | -  | 18  | 6   | 0.33 |      |
| Total club | Total club    | 18            | 6   | -   | -  | -  | -  | 18  | 6   | 0.33 |      |
| San Luis F.C. · México |               |               |     |     |    |    |    |     |     |      |      |
| 1ª | 2005          | 2             | 0   | -   | -  | -  | -  | 2   | 0   | 0    |      |
| 1ª | 2008-09       | 16            | 3   | -   | -  | 4  | 1  | 20  | 4   | 0.2  |      |
| 1ª | 2009-10       | 17            | 1   | -   | -  | 4  | 0  | 21  | 1   | 0.05 |      |
| 1ª | 2010-11       | 18            | 1   | -   | -  | 5  | 0  | 23  | 1   | 0.04 |      |
| Total club | Total club    | 53            | 5   | -   | -  | 13 | 1  | 66  | 6   | 0.09 |      |
| Tampico Madero F.C. · México |               |               |     |     |    |    |    |     |     |      |      |
| 2ª | 2006          | 17            | 5   | -   | -  | -  | -  | 17  | 5   | 0.29 |      |
| 2ª | 2006-07       | 30            | 8   | -   | -  | -  | -  | 30  | 8   | 0.27 |      |
| 2ª | 2007-08       | 34            | 25  | -   | -  | -  | -  | 34  | 25  | 0.74 |      |
| 2ª | 2016          | 16            | 4   | -   | -  | -  | -  | 16  | 4   | 0.25 |      |
| Total club | Total club    | 96            | 42  | -   | -  | -  | -  | 96  | 42  | 0.44 |      |
| C. Necaxa · México |               |               |     |     |    |    |    |     |     |      |      |
| 2ª | 2011-12       | 31            | 17  | -   | -  | -  | -  | 31  | 17  | 0.55 |      |
| 2ª | 2012-13       | 34            | 26  | 1   | 1  | -  | -  | 35  | 27  | 0.77 |      |
| 2ª | 2013-14       | 37            | 25  | 1   | 0  | -  | -  | 38  | 25  | 0.66 |      |
| 2ª | 2014-15       | 33            | 13  | 1   | 1  | -  | -  | 34  | 14  | 0.41 |      |
| 2ª | 2015          | 12            | 1   | 3   | 2  | -  | -  | 15  | 3   | 0.2  |      |
| Total club | Total club    | 147           | 82  | 6   | 4  | -  | -  | 153 | 86  | 0.56 |      |
| Alebrijes de Oaxaca · México |               |               |     |     |    |    |    |     |     |      |      |
| 2ª | 2016          | 15            | 3   | 1   | 0  | -  | -  | 16  | 3   | 0.19 |      |
| Total club | Total club    | 15            | 3   | 1   | 0  | -  | -  | 16  | 3   | 0.19 |      |
| Mineros de Zacatecas · México |               |               |     |     |    |    |    |     |     |      |      |
| 2ª | 2017          | 11            | 0   | 4   | 0  | -  | -  | 15  | 0   | 0    |      |
| Total club | Total club    | 11            | 0   | 4   | 0  | -  | -  | 15  | 0   | 0    |      |
| Venados F.C. · México |               |               |     |     |    |    |    |     |     |      |      |
| 2ª | 2017-18       | 21            | 4   | 2   | 0  | -  | -  | 23  | 4   | 0.17 |      |
| 2ª | 2018          | 13            | 5   | 1   | 0  | -  | -  | 14  | 5   | 0.36 |      |
| Total club | Total club    | 34            | 9   | 3   | 0  | -  | -  | 37  | 9   | 0.24 |      |
| Total carrera | Total carrera | Total carrera | 377 | 147 | 14 | 4  | 13 | 1   | 404 | 152  | 0.38 |
| (1)Incluye datos de la Copa México. (2)Incluye datos de la Copa Libertadores (2009, 2010 y 2011) y SuperLiga Norteamericana (2009). |               |               |     |     |    |    |    |     |     |      |      |

## Palmarés
| Competición                     | Equipo                 | País   | Año                 |
| ------------------------------- | ---------------------- | ------ | ------------------- |
| Torneo Apertura Liga de Ascenso | Necaxa                 | México | 2014                |
| Liga de Balompié Mexicano (3)   | Chapulineros de Oaxaca | México | 2020-21, 2021, 2022 |
| Copa Balompié Mexicano          | Chapulineros de Oaxaca | México | INV-2022            |

### Distinciones individuales
| Distinción                                       | Año  |
| ------------------------------------------------ | ---- |
| Goleador de la Copa Balompié Mexicano (16 goles) | 2022 |